# 山田均 (工学者)
山田 均（やまだ ひとし）は、日本の工学者。国立大学法人横浜国立大学元理事・副学長。大学院都市イノベーション研究院教授。専門は、風工学、構造動力学、長大橋。神奈川県出身。
土木学会、日本風工学会、日本鋼構造協会、国際橋梁構造学会、米国土木学会に所属。

## 略歴
- 1978年 東京大学工学部土木工学科 卒業
- 1980年 東京大学大学院工学系研究科土木工学専攻修士(含む博士課程前期)課程 修了
- 1981年 東京大学大学院工学系研究科土木工学博士(含む博士課程後期)課程 中退
- 1981年 横浜国立大学工学部 助手
- 1983年 工学博士（東京大学）
- 1986年 横浜国立大学工学部 助教授
- 1998年 横浜国立大学工学部 教授
- 2000年 横浜国立大学大学院工学研究科 教授
- 2001年 横浜国立大学大学院環境情報研究院 教授
- 2009年 横浜国立大学 副学長
- 2011年 横浜国立大学大学院都市イノベーション研究院 教授
- 2013年 横浜国立大学 理事・副学長 2015年まで
- 2016年 ダナン大学名誉博士

## 著書
- 『プロフェッショナル英和辞典スペッドテラ－物質・工学編』（共著、小学館）
- 『応用スペクトル解析』（共著、朝倉書店）
- 『応用振動学』（共著、コロナ社）
- 『ケーブル・スペース構造の基礎と応用』（共著、土木学会）
- 『Bridges』（共著、鹿島出版会）
- 『改訂4版土木設計便覧』（共著、丸善）
- 『耐風工学アプローチ』（建設図書）
- 『道路橋耐風設計便覧』（共著、丸善）
- 『鋼構造架設設計施工指針－2001年版』（土木学会）

## 受賞歴
- 土木学会田中賞（論文部門）（1995年）
- 日本風工学会賞（論文賞）（1998年）
- 日本鋼構造協会賞（業績賞）（2000年）
- 建設技術開発賞（奨励賞）（2000年）
- 産学官連携功労者表彰国土交通大臣賞（2010年）
- ベトナム教育訓練省教育貢献章（2013年）